# Hongkong i olympiska vinterspelen 2006
Hongkong skickade en egen OS trupp till de olympiska vinterspelen 2006 i Turin, Italien. De tävlade under namnet Hong Kong, Kina.

## Tävlande
Yueshuang Han tävlade i Short track 500m (24), 1.000m (18) och 1.500m (24).